# Drużynowe mistrzostwa Polski w brydżu sportowym
Drużynowe Mistrzostwa Polski w brydżu sportowym – najważniejszy coroczny cykl rozgrywek PZBS mający na celu wyłonienie drużyny Mistrza oraz I i II Wicemistrza Polski w brydżu sportowym. Rozgrywki organizowane są od początku istnienia PZBS (pierwszy raz Drużynowy Mistrz Polski został wyłoniony w sezonie 1956/1957).
Do 2002 rozgrywki odbywały się systemem "wiosna-jesień". Sezon 2002 rozpoczął się 2.01.2002 a skończył 30.06.2002 umożliwiając od sezonu 2002/2003 przejście na system rozgrywek "jesień-wiosna".
Do roku 2010 najwyższym szczeblem rozgrywek była I liga. W sezonie 2010/11 miała miejsca reforma szczebli ligowych, której głównym efektem było wprowadzenie szczebla Ekstraklasy począwszy od sezonu 2011/12.

## Szczeble rozgrywek
DMP podzielone są na następujące szczeble rozgrywek:
- Ekstraklasa - 16 drużyn walczących o tytuł Drużynowego Mistrza Polski oraz I i II Wicemistrza
- I liga - 32 drużyny podzielone na 2 grupy terytorialne (N i S) walczące o wejście do Ekstraklasy
- II liga - 64 drużyny podzielone na 4 grupy terytorialne (NW, NE, SW, SE) walczące o wejście do I ligi
- III liga - Składa się z 16 grup organizowanych przez poszczególne wojewódzkie związki brydża sportowego
- IV liga (liga okręgowa) - w gestii wojewódzkich oraz okręgowych związków
- liga popularna (klasa A), liga szkolna - w gestii wojewódzkich oraz okręgowych związków

### Ekstraklasa
Rozgrywki rozpoczynają się rundą zasadniczą (każdy z każdym, 24-rozdaniowe mecze), następnie pierwsze 8 zespołów tworzy superligę i walczy o tytuł Mistrza Polski, a pozostałe 8 zespołów walczy o utrzymanie się w Ekstraklasie. Na koniec sezonu do I ligi spada od 2 do 6 drużyn.

### I i II liga
I i II ligę DMP stanowią 2 grupy I ligi oraz 4 grupy II ligi. Rozgrywki odbywają się systemem zjazdów w Centralnych Ośrodkach Brydżowych na terenie całej Polski (w sezonie 2011/12 są to Skorzęcin i Starachowice dla I ligi, oraz Piła, Olsztyn, Zabrze i Mielec dla II ligi.
Ważną charakterystyką rozgrywek I i II ligi jest gra wszystkich 96 drużyn tych szczebli w tym samym czasie i na tych samych rozkładach rozdań w różnych miejscach. Te same rozkłady kart są przygotowane we wszystkich ośrodkach, a wspólny dla wszystkich harmonogram gry zabezpiecza tajność rozdań zanim zostaną rozegrane. Taka organizacja pozwala zawodnikom i kibicom sprawdzić jak z tym samym rozkładem kart radzili sobie zawodnicy z grup I i II ligi z innych części Polski.
Wyniki rozgrywek, podobnie jak w Ekstraklasie, są dostępne w Internecie na żywo.
Organizacja i synchronizacja w trakcie gry wszystkich miejsc rozgrywek wymaga doświadczenia i zgrania całego, ok. 30-osobowego zespołu sędziów prowadzących rozgrywki.

### III liga i niższe szczeble
Na szczeblu III ligi istnieje 16 grup rozmieszczonych na terenie każdego z 16 Wojewódzkich Związków Brydża Sportowego. Rozgrywki odbywają się systemem weekendowych zjazdów - wszystkie drużyny spotykają się w jednym ośrodku i rozgrywają między sobą wyznaczone mecze. Mecze najczęściej odbywają się na tych samych rokładach rozdań, co pozwala na późniejszą wspólną analizę, a także na prowadzenie tzw. indywidualnej klasyfikacji Butlera (pokazującej w pewnym stopniu siłę gry pojedynczego zawodnika).
Szczeble niższe organizowane są przez okręgowe i lokalne jednostki brydżowe (związki, kluby czy lokalnych organizatorów). Różnorodność systemów rozgrywek jest tutaj wysoka. Spotyka się grupy grające zjazdami, a także grupy spotykające się na meczach w cotygodniowych kolejkach w siedzibie drużyny gospodarzy.

## Reforma w 2010/11
Do sezonu 2010/11 włącznie najwyższy szczebel rozgrywek stanowiła I liga (16 drużyn) oraz II liga (64 drużyny w 4 grupach po 16 drużyn). Te dwa szczeble nazywane były ligami centralnymi, ponieważ organizowane były bezpośrednio przez ogólnopolskie komórki PZBS.
Sezon 2010/11 był sezonem przejściowym, którego celem było wprowadzenie od sezonu 2011/12 Ekstraklasy jako grupy najwyższego szczebla oraz dwóch grup I ligi. Liczba drużyn startująca w ligach centralnych (odtąd: Ekstraklasa, I i II liga) powiększyła się tym samym z 80 (16+64) do 112 drużyn (16+32+64). Odbyło się to kosztem szczebli wojewódzkich i lokalnych (III liga i niższe) – nowe 32 drużyny zostały zaciągnięte z niższych szczebli.
Reforma spotkała się z różnymi opiniami środowiska brydżowego. Głównymi argumentami "przeciw" było:
- obniżenie poziomu gry w ligach centralnych poprzez wprowadzenie do nich słabszych drużyn z niższych szczebli, a więc i osłabienie prestiżu gry na danych szczeblu
- niebezpieczeństwo problemów w małych okręgach, które będą miały problemy ze zorganizowaniem szczebla lokalnego ze względu na mniejszą liczbę drużyn

Jako zalety reformy można wymienić:
- większa liczba ośrodków, w których odbywają się rozgrywki lig centralnych, a co za tym idzie mniejsze koszty dojazdu
- możliwość gry większej liczby drużyn na tych samych rozkładach rozdań, co pozwala porównywać wyniki uzyskane w różnych częściach Polski

## Drużynowi mistrzowie Polski
| Nr | Sezon   | Team                                  | Skład |
| 55 | 2010/11 | AUGURI Warszawa                       | Zdzisław Ingielewicz (kapitan), Łukasz Brede, Krzysztof Buras, Bartosz Chmurski, Ewa Harasimowicz, Jacek Kalita, Krzysztof Kotorowicz, Marcin Leśniewski, Grzegorz Narkiewicz, Jacek Pszczoła, Mariusz Puczyński                            |
| 54 | 2009/10 | AUGURI Warszawa                       | Zdzisław Ingielewicz (kapitan), Łukasz Brede, Krzysztof Buras, Bartosz Chmurski, Piotr Gawryś, Ewa Harasimowicz, Piotr Jurek, Jacek Kalita, Krzysztof Kotorowicz, Marcin Leśniewski, Grzegorz Narkiewicz, Jacek Pszczoła, Mariusz Puczyński |
| 53 | 2008/09 | DWORAN-JOCKER Oświęcim                | Łukasz Brede, Janusz Buksa, Krzysztof Buras, Bartosz Chmurski, Piotr Gawryś, Zdzisław Ingielewicz, Waldemar Jaworski, Piotr Jurek, Ryszard Kiełczewski, Marcin Leśniewski, Grzegorz Narkiewicz, Jacek Pszczoła, Mariusz Puczyński           |
| 52 | 2007/08 | Sygnity AZS Politechnika Wrocław      | Cezary Balicki, Andriej Gromow, Wojciech Olański, Stanisław Gołębiowski (kapitan), Włodzimierz Starkowski, Mariusz Kwieciński, Adam Żmudziński, Aleksandr Dubinin                                                                           |
| 51 | 2006/07 | Sygnity AZS Politechnika Wrocław      | Cezary Balicki, Jacek Pszczoła, Stanisław Gołębiowski, Wojciech Olański, Włodzimierz Starkowski, Adam Żmudziński |
| 50 | 2005/06 | SAKURA Kraków                         | Krzysztof Stefanik, Wiesław Skrzyszowski, Tomasz Pilch, Andrzej Szymczak, Piotr Walczak (kapitan), Jacek Szutowicz, Marian Kupnicki, Leszek Majdański, Marek Markowski, Robert Hipszer                                                      |
| 49 | 2004/05 | CHŁODNIA STAR-TOURIST Olsztyn         | Krzysztof Pikus, Mirosław Cichocki, Roman Kierznowski, Jerzy Skrzypczak, Bogusław Gierulski, Zbigniew Rogowski, Leszek Sztyrak, Zbigniew Zemanowicz, Adolf Bocheński, Danuta Hocheker, Piotr Żurakowski                                     |
| 48 | 2003/04 | COMPUTERLAND AZS Politechnika Wrocław | Cezary Balicki, Stanisław Gołębiowski, Michał Kwiecień, Mariusz Kwieciński, Wojciech Olański, Jacek Pszczoła, Włodzimierz Starkowski, Adam Żmudziński                                                                                       |
| 47 | 2002/03 | KS UNIA WINKHAUS Leszno               | Rafał Jagniewski, Michał Kwiecień, Bogusław Pazur, Jacek Poletyło, Jacek Pszczoła, Marek Wójcicki, Jerzy Rymwid |
| 46 | 2002    | RELPOL- PRATERM WARSZAWA              | Bartosz Chmurski, Edward Kowalewski, Apolinary Kowalski, Marcin Leśniewski, Mariusz Puczyński, Adam Ratyński, Jacek Romański, Marek Szymanowski, Jacek Turczynowicz, Piotr Tuszyński, Andrzej Zakrzewski                                    |
| 45 | 2001    | RELPOL Warszawa                       | Edward Kowalewski, Bartosz Chmurki, Mariusz Puczyński, Apolinary Kowalski, Jacek Romański, Jacek Turczynowicz, Adam Ratyński, Andrzej Zakrzewski, Marcin Leśniewski, Ewa Harasimowicz, Włodzimierz Barszczewski                             |
| 44 | 2000    | AZS POLITECHNIKA Wrocław              | Cezary Balicki, Grzegorz Gardnik, Stanisław Gołębiowski, Wojciech Olański, Włodzimierz Starkowski, Adam Żmudziński |
| 43 | 1999    | UNIA WINKHAUS Leszno                  | Krzysztof Jassem, Michał Kwiecień, Jacek Pszczoła, Jacek Poletyło, Piotr Tuszyński, Marek Wójcicki |
| 42 | 1998    | UNIA WINKHAUS Leszno                  | Marcin Krupowicz, Michał Kwiecień, Jacek Poletyło, Jacek Pszczoła, Marek Wójcicki, Sławomir Zawiślak |
| 41 | 1997    | SILESIA Gliwice                       | Krzysztof Jassem, Aleksander Jezioro, Julian Klukowski, Ireneusz Kowalczyk, Piotr Tuszyński, Marek Witek |
| 40 | 1996    | UNTS Warszawa                         | Piotr Gawryś, Krzysztof Gwis, Apolinary Kowalski, Krzysztof Lasocki, Janusz Połeć, Jacek Romański |
| 39 | 1995    | EKO - MONTEX Łaziska                  | Krzysztof Jassem, Aleksander Jezioro, Ireneusz Kowalczyk, Krzysztof Oppenheim, Piotr Tuszyński, Marek Witek |
| 38 | 1994    | UNTS Warszawa                         | Grzegorz Gardynik, Piotr Gawryś, Krzysztof Gwis, Apolinary Kowalski, Krzysztof Lasocki, Janusz Połeć, Jacek Romański, Piotr Tuszyński |
| 37 | 1993    | AZS POLITECHNIKA Wrocław              | Cezary Balicki, Stanisław Gołębiowski, Dariusz Kowalski, Wojciech Olański, Włodzimierz Starkowski, Adam Żmudziński |
| 36 | 1992/93 | UNTS Warszawa                         | Krzysztof Gwis, Apolinary Kowalski, Janusz Połeć, Jacek Pszczoła, Piotr Tuszyński, Sławomir Zawiślak |
| 35 | 1991/92 | Czarni Słupsk                         | Piotr Gawryś, Krzysztof Lasocki, Marcin Leśniewski, Jerzy Michałek, Tomasz Przybora, Jacek Romański |
| 34 | 1990/91 | Czarni Słupsk                         | Piotr Gawryś, Krzysztof Jassem, Krzysztof Lasocki, Marcin Leśniewski, Jerzy Michałek, Tomasz Przybora, Jacek Romański, Marek Szymanowski |
| 33 | 1989/90 | WISŁA-TOTUS Kraków                    | Piotr Bizoń, Marek Blat, Hubert Jaworowski, Wit Klapper, Andrzej Marczykiewicz, Włodzimierz Wala, Andrzej Wilkosz |
| 32 | 1988/89 | Czarni Słupsk                         | Piotr Gawryś, Marcin Leśniewski, Krzysztof Martens, Tomasz Przybora, Jacek Romański, Marek Szymanowski, Henryk Wolny, Jerzy Zaremba |
| 32 | 1987/88 | Czarni Słupsk                         | Piotr Gawryś, Marcin Leśniewski, Krzysztof Martens, Jerzy Michałek, Marek Szymanowski, Jerzy Zaremba |
| 31 | 1986/87 | Budowlani Poznań                      | Krzysztof Jassem, Marek Kudła, Andrzej Milde, Maciej Sobieralski, Marek Szukała, Kazimierz Węcławek |
| 30 | 1985/86 | Czarni Słupsk                         | Piotr Gawryś, Marcin Leśniewski, Krzysztof Martens, Jerzy Michałek, Tomasz Przybora, Henryk Wolny, |
| 29 | 1984/85 | Czarni Słupsk                         | Piotr Gawryś, Marcin Leśniewski, Krzysztof Martens, Bolesław Ostrowski, Tomasz Przybora, Henryk Wolny, |
| 28 | 1983/84 | Budowlani Poznań                      | Apolinary Kowalski, Marek Kudła, Andrzej Milde, Lesław Stadnicki, Cezary Szadkowski, Marek Szukała |
| 27 | 1982/83 | Marymont Warszawa                     | Julian Klukowski, Krzysztof Moszczyński, Maciej Nalberciak, Krzysztof Oppenheim, Andrzej Pliszek, Janusz Połeć, Artur Rutkowski, Krzysztof Wągrodzki                                                                                        |
| 26 | 1981/82 | Czarni Słupsk                         | Krzysztof Antas, Piotr Gawryś, Marcin Leśniewski, Jerzy Michałek, Bolesław Ostrowski, Tomasz Przybora, Tadeusz Ralko, Andrzej Żurek |
| 25 | 1980/81 | Budowlani Poznań                      | Tadeusz Galica, Marek Kudła, Aleksander Łabędzki, Andrzej Milde, Marek Szukała, Henryk Wolny |
| 24 | 1979/80 | Budowlani Poznań                      | Tadeusz Galica, Marek Kudła, Aleksander Łabędzki, Andrzej Milde, Marek Szukała, Henryk Wolny |
| 23 | 1978/79 | Marymont Warszawa                     | Julian Klukowski, Andrzej Macieszczak, Janusz Połeć, Jerzy Pomianowski, Lesław Stadnicki, Krzysztof Wągrodzki |
| 22 | 1978    | Marymont Warszawa                     | Julian Klukowski, Andrzej Macieszczak, Janusz Połeć, Jerzy Pomianowski, Lesław Stadnicki, Krzysztof Wągrodzki |
| 21 | 1977    | Marymont Warszawa                     | Julian Klukowski, Andrzej Macieszczak, Janusz Połeć, Jerzy Pomianowski, Krzysztof Wągrodzki |
| 20 | 1976    | AZS Kraków                            | Jan Bajda, Leszek Dąbrowski, Henryk Grządziel, Hubert Jaworski, Marcin Leśniewski, Jerzy Michałek |
| 19 | 1975    | Budowlani Poznań                      | Tadeusz Galica, Marek Kudła, Aleksander Łabędzki, Andrzej Macieszczak, Andrzej Milde, Janusz Połeć |
| 18 | 1974    | Wisła Kraków                          | Zbigniew Furdzik, Aleksander Jezioro, Łukasz Lebioda, Włodzimierz Wala, Andrzej Wilkosz, Adam Zimnielski |
| 17 | 1973    | Marymont Warszawa                     | Jerzy Czahorowski, Leszek Lipka, Andrzej Macieszczak, Janusz Połeć, Wojciech Wójcicki, Tadeusz Wyczółkowski |
| 16 | 1972    | Budowlani Poznań                      | Aleksander Jezioro, Marek Kudła, Aleksander Łabędzki, Andrzej Milde |
| 15 | 1971    | Wisła Kraków                          | Zbigniew Furdzik, Wit Klapper, Łukasz Lebioda, Włodzimierz Wala, Andrzej Wilkosz, Adam Zimnielski |
| 14 | 1970    | Warszawianka                          | Selim Achmatowicz, Jerzy Czahorowski, Antoni Jaworski, Krzysztof Jędrzejowski, Marek Kasprzak, Zbigniew Krogulski, Zbigniew Szurig |
| 13 | 1969    | Wisła Kraków                          | Zbigniew Furdzik, Aleksander Jezioro, Łukasz Lebioda, Andrzej Simon, Włodzimierz Wala, Andrzej Wilkosz |
| 12 | 1968    | Warszawianka                          | Selim Achmatowicz, Jerzy Czahorowski, Krzysztof Jędrzejowski, Jolanta Krogulska, Zbigniew Krogulski, Zbigniew Szurig |
| 11 | 1967    | POLSKIE RADIO-ETEREK Warszawa         | Elżbieta Klukowska, Julian Klukowski, Jolanta Krogulska, Krzysztof Lisicki, Marek Sobański, Krzysztof Wągrodzki |
| 10 | 1966    | Warszawianka                          | Antoni Jaworski, Krzysztof Jędrzejowski, Marek Kasprzak, Julian Klukowski, Zbigniew Krogulski, Zbigniew Szurig |
| 9  | 1965    | LEGION-PLACÓWKA Warszawa              | Grzegorz Bajko, Konrad Gałka, Jerzy Elżanowski, Marian Frenkiel, Henryk Niedźwiedzki, Andrzej Olszewski |
| 8  | 1964    | JUVENIA-AZS UW Warszawa               | Selim Achmatowicz, Antoni Jaworski, Julian Klukowski, Marek Kasprzak, Zbigniew Krogulski, Zbigniew Szurig, Roman Szymczak |
| 7  | 1963    | JUVENIA-STODOŁA Warszawa              | Selim Achmatowicz, Antoni Jaworski, Julian Klukowski, Marek Kasprzak, Zbigniew Krogulski, Zbigniew Szurig, Roman Szymczak |
| 6  | 1961/62 | JUVENIA-STODOŁA Warszawa              | Selim Achmatowicz, Antoni Jaworski, Julian Klukowski, Zbigniew Krogulski, Zbigniew Szurig, Roman Szymczak |
| 5  | 1960/61 | LEGION-PLACÓWKA Warszawa              | Jerzy Elżanowski, Marian Frenkiel, Leon Grosfeld, Marek Kasprzak, Stefan Łowiński, Henryk Niedźwiecki, Stanisław Tabaka |
| 4  | 1959/60 | LEGION-PLACÓWKA Warszawa              | Jerzy Elżanowski, Marian Frenkiel, Leon Grosfeld, Stefan Łowiński, Henryk Niedźwiecki, Stanisław Tabaka |
| 3  | 1958/59 | CHEMIK Gliwice                        | Jarosław Kukliński, Jakub Mames, Witold Sobotkowski, Stanisław Spyrzyński, Jerzy Stachowicz, Witold Zalewski |
| 2  | 1957/58 | LEGION-PLACÓWKA Warszawa              | Ryszard Ciszewski, Jerzy Czekański, Leon Grosfeld, Stefan Łowiński, Marian Najfeld, Henryk Niedźwiecki, Aleksander Rożecki, Jan Wieczorkiewicz                                                                                              |
| 1  | 1956/57 | PKiN Warszawa                         | Stanisław Bitner, Jerzy Czekański, Stefan Łowiński, Henryk Niedźwiecki, Aleksander Rożecki, Jan Wieczorkiewicz |